# Виноградівська сільська територіальна громада
Виноградівська сільська громада — територіальна громада в Україні, в Херсонському районі Херсонської області. Адміністративний центр — село Виноградове.
Площа громади — 362,36 км², населення — 12 429 мешканців (2017).
Утворена 9 грудня 2016 року шляхом об'єднання Брилівської селищної ради та Виноградівської, Тарасівської сільських рад Олешківського району.

## Населені пункти
До складу громади входять 1 селище (Брилівка) і 6 сіл: Виноградове, Клини, Мирне, Привітне, Рідне та Тарасівка.